# فرودگاه محلی وارتون
فرودگاه محلی وارتون   (به انگلیسی: Wharton Regional Airport)  یک فرودگاه همگانی باربری با کد یاتا WHT است که یک باند فرود آسفالت دارد و طول باند آن ۱۵۲۵ متر است. این فرودگاه در شهر وارتون، تگزاس کشور ایالات متحده آمریکا قرار دارد و در ارتفاع ۳۰ متری از سطح دریا واقع شده است.